# Union Township (Jackson County, Iowa)
Die Union Township ist eine von 18 Townships im Jackson County im Osten des US-amerikanischen Bundesstaates Iowa. Das U.S. Census Bureau hat bei der Volkszählung 2020 eine Einwohnerzahl von 698 ermittelt.

## Geografie
Die Union Township liegt im Osten von Iowa am westlichen Ufer des Mississippi, der die Grenze zu Illinois bildet. Die Grenze zu Wisconsin befindet sich rund 60 km nördlich.
Die Union Township liegt auf 42°04′48″ nördlicher Breite und 90°11′22″ westlicher Länge und erstreckt sich über 45,4 km², die sich auf 33,7 km² Land- und 11,7 km² Wasserfläche verteilen.
Die Union Township liegt im äußersten Südosten des Jackson County und grenzt im Süden an das Clinton County. Im Osten bildet der Mississippi die Grenze zum Carroll County in Illinois. Innerhalb des Jackson County grenzt die Union Township nur an die westlich gelegene Iowa Township.

## Verkehr

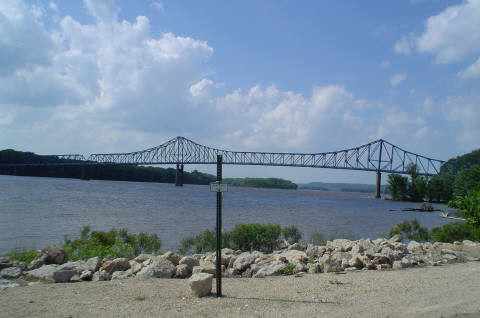
Savanna–Sabula Bridge von Savanna, IL nach Sabula, IA, seit 1999 im NRHP gelistet

Entlang des Mississippi führen durch die Union Township die hier den Iowa-Abschnitt der Great River Road bildenden U.S. Highways 52 und 67. Im Zentrum der Township treffen beide Highways und der Iowa Highway 64 zusammen. Der Highway 52 führt von hier über die Savanna–Sabula Bridge nach Savanna in Illinois. Alle anderen Straßen sind entweder County Roads oder weiter untergeordnete und zum Teil unbefestigte Fahrwege.
Durch die Union Township führt eine entlang des Mississippi verlaufende Eisenbahnlinie der Canadian National Railway.
Die nächstgelegenen Flugplätze sind der bei Savanna rund 15 km südöstlich gelegene Tri-Township Airport und der rund 40 km südsüdöstlich gelegene Clinton Municipal Airport. Der nächstgelegene größere Flughafen ist der Quad City International Airport (rund 95 km südsüdöstlich).

## Bevölkerung
Bei der Volkszählung im Jahr 2010 hatte die Township 762 Einwohner. Neben Streubesiedlung existiert in der Union Township mit Sabula (mit dem Status „City“) eine selbstständige Gemeinde.